# 六家集
六家集（ろっかしゅう）とは、新古今時代の優れた六つの私家集のこと。
すなわち、藤原俊成の長秋詠藻・西行の山家集・九条良経の秋篠月清集・藤原定家の拾遺愚草・慈円の拾玉集・藤原家隆の壬二集（玉吟集ともいう）のことである。